# Lathrothele catamita
Lathrothele catamita är en spindelart som först beskrevs av Simon 1907.  Lathrothele catamita ingår i släktet Lathrothele och familjen Dipluridae. Inga underarter finns listade i Catalogue of Life.